# 雅纳亚克
雅纳亚克（法語：Janailhac，法語發音：[ʒanajak]）是法国新阿基坦大区上维埃纳省的一个市镇，位于该省南部，属于利摩日区。

## 地理
雅纳亚克（45°38'13"N, 1°14'28"E）面积18.73 平方千米，位于法国新阿基坦大区上维埃纳省，该省份为法国中西部省份，北起顺时针与安德尔省、克勒兹省、科雷兹省、多爾多涅省、夏朗德省和维埃纳省接壤。
与雅纳亚克接壤的市镇（或旧市镇、城区）包括：圣莫里斯莱布鲁斯、圣让利古尔、圣普列斯特利古尔、拉罗什拉贝耶、拉梅兹、内克松。
雅纳亚克的时区为UTC+01:00、UTC+02:00（夏令时）。

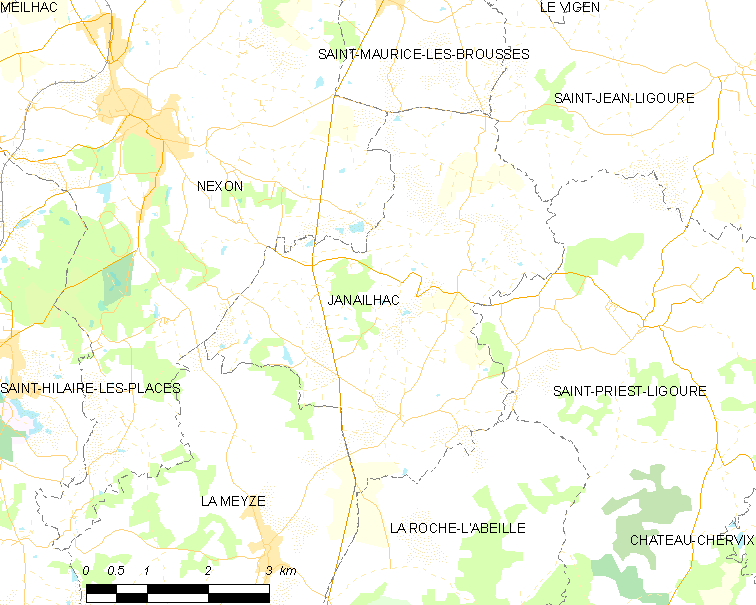
雅纳亚克的OSM定位图

## 行政
雅纳亚克的邮政编码为87800，INSEE市镇编码为87077。

## 政治
雅纳亚克所属的省级选区为圣伊里耶拉佩尔什县。

## 人口

1962-2008年间雅纳亚克人口变化图示

雅纳亚克于2022年1月1日时的人口数量为525人。